# متیو بلامی
متیو بلامی (به انگلیسی: Matthew James Bellamy) موزیسین راک انگلیسی است که بیشتر به‌عنوان خوانندهٔ گروه میوز (گروه موسیقی) شهرت دارد.

## سال‌های آغازین
پدرش جرج نوازندهٔ گیتار ریتم در گروه دهه شصتی تورنادوز بود. تورنادوز اولین گروه بریتانیایی است که یک «آهنگ شماره ۱» در جدول پرفروش‌ترین‌های آمریکا داشته‌است. این آهنگ «تل‌استار» نام دارد و در سال ۱۹۶۲ منتشر شده‌است. مادرش «مریلین» زادهٔ بلفاست است و در دههٔ ۷۰ میلادی به انگلستان مهاجرت کرده‌است. او اولین بار زمانی با همسرش ملاقات کرد که جرج در لندن به شغل رانندگی تاکسی اشتغال داشت. به‌زودی آن‌ها به کمبریج نقل مکان کردند که متیو در آن‌جا و دو سال پس از برادر بزرگ‌ترش «پال» به دنیا آمد. او از سن شش سالگی نواختن پیانو را آغاز کرد. در اواسط دههٔ ۸۰ میلادی خانوادهٔ متیو به تینماوث در منطقه دِوان نقل مکان کردند. پس از مدتی والدین متیو از هم جدا شدند و سرپرستی او را به مادربزرگ‌اش سپردند و او بود که زمانی که متیو چهارده ساله بود تشویق‌اش کرد تا به فراگیری گیتار بپردازد.

## میوز
میوز را متیو بلامی به همراه کریستفر ولستنهم و دامینیک هاوارد در سال ۱۹۹۴ و با نام اولیهٔ «راکت بیبی دالز» بنیان گذاشتند. آن‌ها نام گروه را در سال ۱۹۹۷ و زمانی که فعالیت‌شان جدی‌تر شد به میوز تغییر دادند. موسیقی که میوز ارائه می‌کنند ترکیبی‌ست از آلترنتیو راک، هارد راک، پراگرسیو راک موسیقی کلاسیک و الکترونیک. آن‌ها برای اجراهای پرانرژی‌شان و استفاده از عناصر بصری خیره‌کننده بر روی سِن شهرت دارند.
گروه میوز تا به حال ۸ آلبوم استودیویی منتشر کرده‌اند. آخرین آلبوم آن‌ها با عنوان نظریهٔ شبیه‌سازی در نوامبر ۲۰۱۸ روانهٔ بازار شد.

## رتبه‌ها در فهرست‌های منتقدین و نظرسنجی‌ها
بلامی در فهرست «۵۰ گیتاریست برتر همیشه» ی گیگ وایز رتبه ۱۹ را به دست آورد. خوانندگان توتال گیتار با رای‌های خود رتبه ۲۹ فهرست «۱۰۰ گیتاریست برتر همه زمان‌ها» را به بلامی دادند. ریف بلامی در ترانه «پلاگ این بیبی» در نظرسنجی «۱۰۰ ریف برتر همه زمان‌ها» ی توتال گیتار رتبه ۱۳ را به دست آورد.
در آوریل ۲۰۰۵ مجله کرانگ! رتبه ۲۸ را در فهرست نظرسنجی «۵۰ فرد جذاب در راک» خود به وی داد. مجله کاسموپولیتن هم وی را به عنوان جذاب‌ترین راکر سالهای ۲۰۰۳ و ۲۰۰۴ انتخاب کرد. مجله «اٍن‌اٍم‌ای» وی را جلوتر از جان لنون و باب دیلن به عنوان چهاردهمین «قهرمان همه زمان‌های راک اند رول» انتخاب کرد. بلامی در سال ۲۰۰۷ هم «جایزه جذاب‌ترین مرد» مجله اٍن‌اٍم‌ای را برد که این در سالهای ۲۰۰۹، ۲۰۱۰ و ۲۰۱۱ هم تکرار شد. اما به هرحال وی خود را «زیادی کوتاه برای جذاب بودن» می‌داند و گفت که این جایزه باید به دامینیک هاوارد، درامر گروه تعلق بگیرد.
در ۲۶ سپتامبر ۲۰۰۸ دانشگاه پلایموث به اعضای گروه میوز دکترای افتخاری هنر را به خاطر کارهایشان در عرصه موسیقی اهدا کرد.
در شماره ژانویه ۲۰۱۰ توتال گیتار، بلامی به عنوان «گیتاریست دهه» انتخاب شد و به وی عنوان «هندریکس نسل خودش» نسبت داده شد. در کتاب رکوردهای جهانی گینس ۲۰۱۰ عنواندار بیشترین تعداد شکستن گیتار در یک تور بود. رکورد وی، که ۱۴۰ عدد است طی تور آمرزش ثبت شده‌است. در آوریل ۲۰۱۰ بلامی از سوی خوانندگان مجله کیو به عنوان هشتمین رهبر گروه برتر همه زمان‌ها انتخاب شد. در دسامبر ۲۰۱۰ خوانندگان موزیک رادار بلامی را به عنوان نهمین خواننده برتر همه زمان‌ها برگزیدند.